# Mohamed El-Shenawy
Mohamed El Shenawy (tiếng Ả Rập: محمد الشناوى; sinh ngày 18 tháng 12 năm 1988) là một cầu thủ bóng đá người Ai Cập thi đấu cho Al Ahly ở Giải bóng đá ngoại hạng Ai Cập.
Ở đội tuyển quốc gia, El Shenawy đại diện Đội tuyển bóng đá U-20 quốc gia Ai Cập ở Giải vô địch bóng đá trẻ châu Phi 2007. Từ năm 2013, anh từng được triệu tập vào Đội tuyển bóng đá quốc gia Ai Cập nhiều lần, nhưng chưa bao giờ thi đấu một trận nào.
Vào tháng 5 năm 2018 anh có tên trong đội hình sơ loại của Ai Cập tham dự Giải vô địch bóng đá thế giới 2018 ở Nga.

## Thống kê sự nghiệp

### Quốc tế
Tính đến ngày 28 tháng 1 năm 2024.
| Ai Cập    | Ai Cập | Ai Cập |
| Năm       | Trận   | Bàn    |
| --------- | ------ | ------ |
| 2018      | 9      | 0      |
| 2019      | 9      | 0      |
| 2020      | 2      | 0      |
| 2021      | 14     | 0      |
| 2022      | 8      | 0      |
| 2023      | 5      | 0      |
| 2024      | 8      | 0      |
| Tổng cộng | 55     | 0      |